# Chrysogorgia admete
Chrysogorgia admete is een zachte koraalsoort uit de familie Chrysogorgiidae. De koraalsoort komt uit het geslacht Chrysogorgia. Chrysogorgia admete werd in 1988 voor het eerst wetenschappelijk beschreven door Bayer & Stefani.